# Amblycipitidae
Los amblicipítidos (Amblycipitidae) son una familia está constituida por peces actinopterigios de agua dulce y de la orden de los siluriformes.

## Morfología
- Aleta dorsal cubierta por una piel gruesa.
- Presencia de una aleta adiposa (la cual confluye con la aleta caudal en algunas especies).
- 4 pares de barbillas sensoriales.
- La línea lateral es poco desarrollada o ausente

## Distribución geográfica
Se encuentra en el Asia Meridional desde el Pakistán hasta el sur del Japón y Malasia.